# Siège de Viterbe
Guerres entre guelfes et gibelins
Batailles
1150 – 1200
- Vernavola (1154)
- Spolète (1155)
- Tortone (1155)
- Milan (1158)
- Siziano (1159)
- Crema (1159)
- Carcano (1160)
- Milan (1162)
- Prataporci (1167)
- Alexandrie (1174-1175)
- Legnano (1176)

1201 – 1250
- Calcinato (1201)
- Casei Gerola (1213)
- Cortenuova (1237)
- Brescia (1238)
- Faenza (1239)
- Giglio (1241)
- Viterbe (1243)
- Parme (1248)
- Fossalta (1249)
- Cingoli (1250)

1251 – 1300
- Bataille de Montebruno (1255)
- Cassano (1259)
- Montaperti (1260)
- Bénévent (1266)
- Tagliacozzo (1268)
- Colle (1269)
- Roccavione (1275)
- Desio (1277)
- Forlì (1282)
- Pieve al Toppo (1288)
- Campaldino (1289)

1301 – 1350
- Pavie (1302)
- La Lastra (1304)
- Milan (1311)
- Soncino (1312)
- Gaggiano (1313)
- Rho (1313)
- Ponte San Pietro (1313)
- Scrivia (1315)
- Montecatini (1315)
- Pavie (1315)
- Sestri (1318)
- Bardi (1321)
- Mirandola (1321)
- Gorgonzola (1323)
- Vaprio d'Adda (1324)
- Altopascio (1324)
- Zappolino (1325)
- San Felice (1332)
- San Quirico (1341)
- Gamenario (1345)

1351 – 1402
- Mirandola (1355)
- Casorate (1356)
- Solara (1356)
- Alexandrie (1391)
- Casalecchio (1402)

Le siège de Viterbe est un évènement militaire ayant eu lieu en 1243 dans le cadre plus général du conflit armé entre guelfes et gibelins, et ayant opposé Frédéric II, alors empereur du Saint-Empire Romain Germanique, à la ville rebelle de Viterbe, à 50km au nord de Rome.

## Déroulé historique
Frédéric intervint lorsque le parti des Guelphes dans la ville expulsa sa garnison de la ville, obligeant les hommes, dirigés par le vicaire impérial Simeon, comte de Chieti, à se retirer dans la rocca de San Lorenzo. Frédéric II apprit la nouvelle à Melfi et leva immédiatement une armée pour régler la situation, tandis que les citoyens rebelles de Viterbe demandaient de l'aide à l'ennemi traditionnel de Frédéric, le pape. L'empereur mena personnellement le siège, mais les manœuvres de ses troupes furent infructueuses et les défenseurs parvinrent à mettre le feu aux tours de siège impériales. Le siège se solda ainsi par une humiliation pour Frédéric.
Le pape Innocent IV, craignant que l'événement ne déclenche une guerre avec l'empereur, intervint ; son légat, le cardinal Oddone de Monferrato, convainquit les rebelles de signer un traité de paix. Cependant, après la signature, ils attaquèrent traîtreusement et massacrèrent la garnison impériale. Le pape punît les citoyens de Viterbe uniquement d'une amende pécuniaire et conserva le contrôle de la ville en la personne de son légat, Raniero Capocci.

## Sources
- Tommaso di Carpegna Falconeri, Federiciana, Enciclopedia Italiana (lire en ligne), « Ranieri di Viterbo »